# Tomb of the Mutilated
A Tomb of the Mutilated az amerikai Cannibal Corpse harmadik nagylemeze. A műfaj egyik legnagyobb hatású klasszikusa. Brutalitásban sokak szerint a mai napig nehéz megfejelni, de Chris Barnes erősen mély vokalizálása is sokak számára ezen a korongon a legvonzóbb. Az olyan számcímekkel mint az "I Cum Blood" vagy az "Addicted to Vaginal Skin" továbbra sem számíthattak az undergroundon kívüli közönség szimpátiájára. Chris Barnes szövegei továbbra sem mesekönyvekbe valóak, példának okáért ott van az Arthur Shawcross rémtetteiről szóló költeménye.

## Számlista
Szöveg: Chris Barnes és Cannibal Corpse.
1. "Hammer Smashed Face" – 4:04
2. "I Cum Blood" – 3:41
3. "Addicted to Vaginal Skin" – 3:31
4. "Split Wide Open" – 3:02
5. "Necropedophile" – 4:05
6. "The Cryptic Stench" – 3:57
7. "Entrails Ripped from a Virgin's Cunt" – 4:15
8. "Post Mortal Ejaculation" – 3:37
9. "Beyond the Cemetery" – 4:53
10. "I Cum Blood" ( koncertfelvétel a 2002- es újrakiadáson) – 4:13

## Közreműködők
- Chris Barnes- ének
- Jack Owen- gitár
- Bob Rusay- gitár
- Alex Webster- basszusgitár
- Paul Mazurkiewicz - dob

## Fordítás
Ez a szócikk részben vagy egészben  a   Tomb of the Mutilated című angol Wikipédia-szócikk fordításán alapul.  Az eredeti cikk szerkesztőit annak laptörténete sorolja fel. Ez a jelzés csupán a megfogalmazás eredetét és a szerzői jogokat jelzi, nem szolgál a cikkben szereplő információk forrásmegjelöléseként.

## Külső hivatkozások
- Cannibal Corpse hivatalos honlapja